# Lait d'avoine

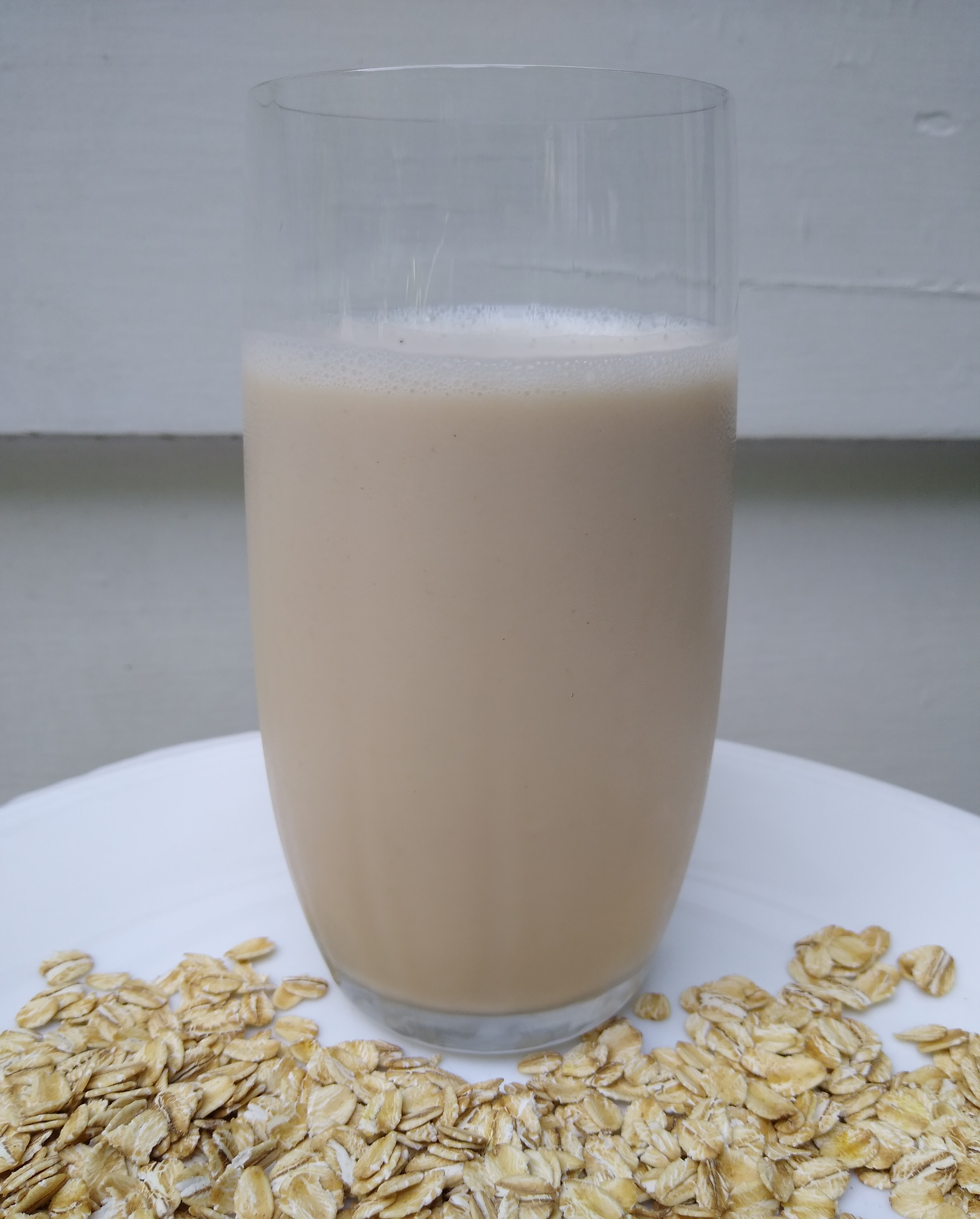

Le lait d'avoine est une sorte de lait végétal, produit à partir de grains d'avoine et d'eau. Le lait d'avoine a naturellement une texture crémeuse et une saveur caractéristique d'avoine. Il est souvent vendu dans le commerce sous diverses variétés d'arômes, par exemple sucré, vanille ou chocolat. Contrairement à d'autres laits végétaux, dont les origines remontent au XIIIe siècle, le lait d'avoine est une création moderne mise au point par le scientifique suédois Rickard Öste au début des années 1990.

## Nutrition
Il possède un indice glycémique assez faible le rendant intéressant pour les diabétiques. Contrairement au lait d'origine animale, il ne contient pas de lactose. Il peut remplacer le lait écrémé pour les intolérants au lait de vache. En revanche, il contient du gluten, mais en petite quantité et assez spécifique pour ne toucher qu'un malade coeliaque sur 20.